# 霍伊森施塔姆
霍伊森施塔姆（德語：Heusenstamm，發音：[ˈhɔʏzn̩ˌʃtam] ⓘ）是德国黑森州达姆施塔特行政区奥芬巴赫县的城市，面积19.03平方千米，2023年12月31日人口为19,426人。

## 友好城市
- 法國 圣萨万（1969年）
- 英国 湯布里奇（1984年）
- 比利时 马勒（1991年）
- 義大利 拉迪斯波利（2001年）